# 石田玉山
石田 玉山（いしだ ぎょくざん、生没年不詳）とは、江戸時代の大坂の浮世絵師。

## 来歴

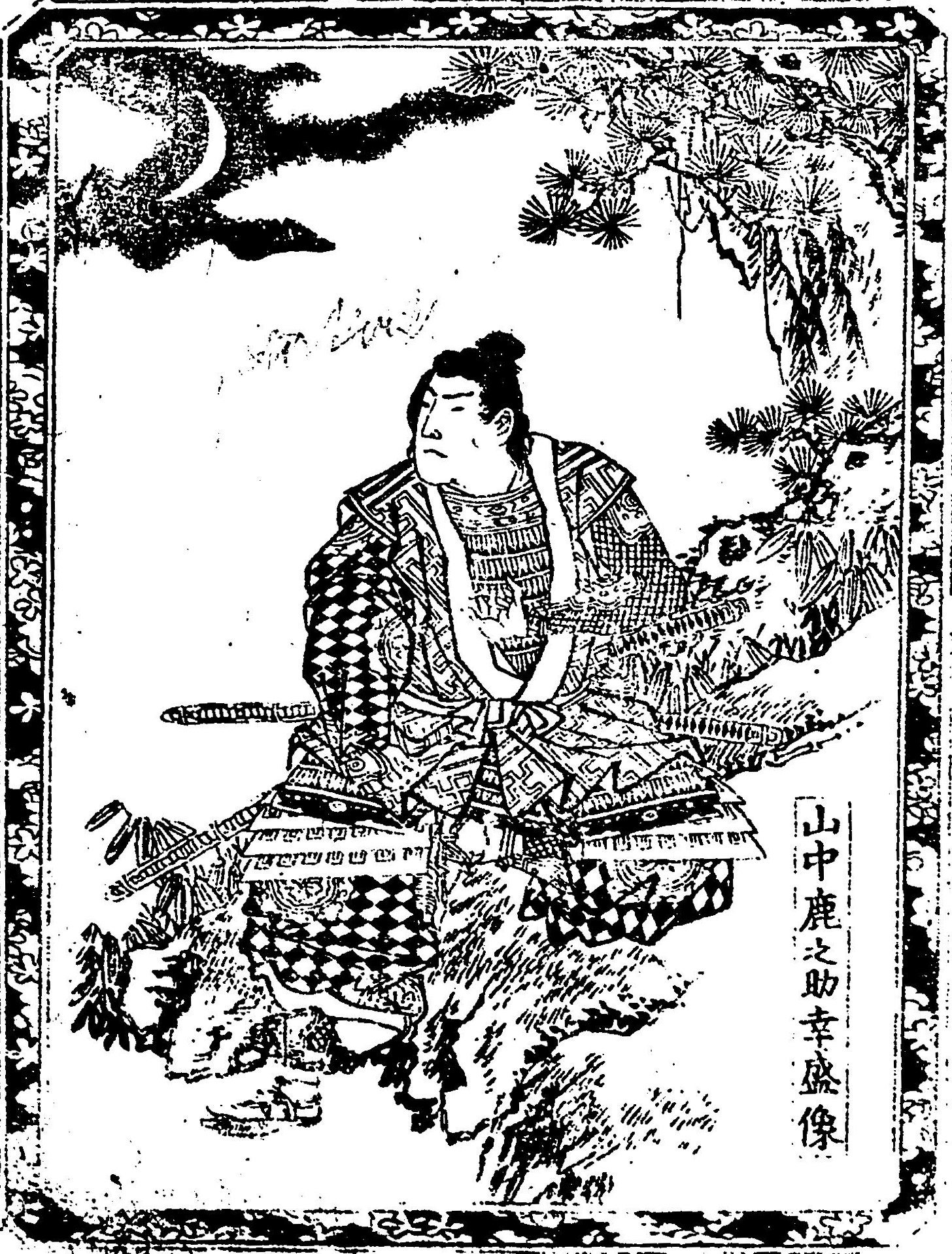
「山中鹿之助幸盛像」（栗杖亭鬼卵著、石田玉山畵『勇婦全傳繪本更科草紙後篇』巻之1、群玉堂。国立国会図書館蔵）

岡田玉山の門人。大坂の人で姓は石田、名は修徳。字は子秀。はじめ石峰、後に玉峰、蓼華斎、蓼華、揚輝斎と号す。岡田玉山に師事し、のちに師名を継ぎ玉山を名乗り法橋に叙せられた。作画期は文化の頃で、主に読本の挿絵を手がけている。文化末年ごろ江戸に移り、神田紺屋町に住む。ある日、家を出たまま遂に戻らなかったという。
一方で飯島虚心によれば、名は尚友で字は子徳とされ、月岡雪鼎または蔀関月の門人であるという。板刻密画の開祖であり、文化9年（1812年）に76歳で没したとされる。また漆山天童によると石田玉山のほうが岡田玉山の師であるとされている。
岡田玉山と石田玉山は事績が混同されることが多く不明な点が多いが、別人である。

## 作品
- 『葦牙草紙』（あしかびぞうし）八冊　※鉄格子波丸作、文化7年（1810年）刊行
- 『長柄長者 絵本黄鳥墳』（ながらのちょうじゃ えほんうぐいすづか）六冊　※栗杖亭鬼卵作、文化7年刊行
- 『絵本更科草紙』　※栗杖亭鬼卵作、文化8年刊行。全三編15冊のうち初編、後編の挿絵を描く。
- 「美人目隠し達磨図」　紙本著色　熊本県立美術館蔵　※「石田玉山筆」の落款、印文不明の白文方印あり